# Parasyrisca birikchul
Parasyrisca birikchul Ovtsharenko, Platnick & Marusik, 1995 è un ragno appartenente alla famiglia Gnaphosidae.

## Etimologia
Il nome della specie è in riferimento alla località di rinvenimento degli esemplari: Birikchul, località russa della Chakassia.

## Caratteristiche
L'olotipo maschile rinvenuto ha lunghezza totale è di 8,55 mm; la lunghezza del cefalotorace è di 3,30 mm; e la larghezza è di 2,70 mm.

## Distribuzione
La specie è stata reperita in Russia: l'olotipo maschile e l'allotipo femminile sono stati rinvenuti 8 km ad est di Birikchul, località dell'Askizskij rajon, appartenente alla repubblica russa della Chakassia.

## Tassonomia
Al 2015 non sono note sottospecie e dal 1995 non sono stati esaminati nuovi esemplari.